# Шевченко, Инна Константиновна
Инна Константиновна Шевченко (род. 15 апреля 1976, Пролетарск, Ростовская область) — российский учёный, исследователь и деятель образования, доктор экономических наук (2010), с 2020 года является ректором Южного федерального университета.

## Биография
Родилась 15 апреля 1976 года в городе Пролетарск Ростовской области. В 1998 году с отличием окончила Таганрогский государственный радиотехнический университет, специальность «Менеджмент». В 1999—2004 годах работала ассистентом кафедры экономики Таганрогского государственного радиотехнического университета. 
В 2003 году защитила кандидатскую диссертацию на тему: «Инвестиционный механизм регулирования развития отраслевой структуры региональной экономики» с присуждением учёной степени кандидата экономических наук.
С 2004 по 2010 годы занимала должность  доцента, с 2010 по 2012 годы являлась профессором кафедры экономики ЮФУ. 
В 2010 году Шевченко присуждена ученая степень доктора экономических наук после защиты диссертации в 2009 году на тему: «Инструментарно-технологическая поддержка процесса управления экономическими системами: программно-проектный подход».
В 2012—2014 годах декан факультета управления в экономических и социальных системах Южного федерального университета.
В 2014—2018 годах работала проректором Южного федерального университета. С 25 июля 2018 года — ВРИО ректора.
С 25 марта 2020 года — ректор Южного федерального университета.
13 апреля 2023 года включена в Совет при президенте РФ по науке и образованию.

## Санкции
6 марта 2022 года после вторжения России на Украину подписала письмо в поддержу военных действий. С 9 июня 2022 года находится под персональными санкциями Украины за поддержку войны. Также была внесена ФБК в список коррупционеров и разжигателей войны за поддержку нападения на Украину. 16 марта 2022 года форумом свободной России внесена в «Список Путина» и доклад «поджигателей войны» с предложением введения против неё международных санкций.